# Alberto Taveira Corrêa
Alberto Taveira Corrêa (Nova Lima, 26 maggio 1950) è un arcivescovo cattolico brasiliano, dal 6 agosto 2025 arcivescovo emerito di Belém do Pará.

## Biografia

### Formazione e ministero sacerdotale
Ha frequentato il seminario minore arcidiocesano e ha studiato teologia e filosofia nel seminario maggiore di Belo Horizonte. 
È stato ordinato sacerdote il 15 agosto 1973 dall'arcivescovo João Resende Costa.  
Dal 1978 al 1984 è stato rettore del seminario maggiore e contemporaneamente coordinatore della pastorale vocazionale.

### Ministero episcopale
Il 24 aprile 1991 papa Giovanni Paolo II lo ha nominato vescovo ausiliare di Brasilia e vescovo titolare di Sinnipsa. Il 6 luglio successivo ha ricevuto la consacrazione episcopale dalle mani dall'arcivescovo João Resende Costa, co-consacranti Serafim Fernandes de Araújo, arcivescovo di Belo Horizonte (divenuto in seguito cardinale), e Arnaldo Ribeiro, arcivescovo di Ribeirão Preto.
Il 27 maggio 1996 lo stesso papa lo ha nominato primo arcivescovo metropolita di Palmas.
In seno alla Conferenza episcopale brasiliana è stato membro della commissione episcopale del D.E.V.Y.M. (Departamento Vocaciones y Ministerios), membro effettivo della commissione di testi liturgici, presidente della Regione centro-ovest (dal 2003 al 2007) e delegato alla V Conferenza generale del Consiglio episcopale latinoamericano.
Il 30 dicembre 2009 papa Benedetto XVI lo ha nominato arcivescovo metropolita di Belém do Pará. Ha preso possesso dell'arcidiocesi il 25 marzo 2010.
Il 27 ottobre 2012 lo stesso papa lo ha nominato membro del Pontificio consiglio "Cor Unum".
Il 6 agosto 2025 papa Leone XIV ha accolto la sua rinuncia, presentata per raggiunti limiti di età, al governo pastorale dell'arcidiocesi di Belém di Pará; gli è succeduto l'arcivescovo coadiutore Júlio Endi Akamine.

## Genealogia episcopale e successione apostolica
La genealogia episcopale è:
- Cardinale Scipione Rebiba
- Cardinale Giulio Antonio Santori
- Cardinale Girolamo Bernerio, O.P.
- Arcivescovo Galeazzo Sanvitale
- Cardinale Ludovico Ludovisi
- Cardinale Luigi Caetani
- Cardinale Ulderico Carpegna
- Cardinale Paluzzo Paluzzi Altieri degli Albertoni
- Papa Benedetto XIII
- Papa Benedetto XIV
- Papa Clemente XIII
- Cardinale Bernardino Giraud
- Cardinale Alessandro Mattei
- Cardinale Pietro Francesco Galleffi
- Cardinale Giacomo Filippo Fransoni
- Cardinale Carlo Sacconi
- Cardinale Edward Henry Howard
- Cardinale Mariano Rampolla del Tindaro
- Cardinale Joaquim Arcoverde de Albuquerque Cavalcanti
- Arcivescovo Antônio dos Santos Cabral
- Cardinale Carlos Carmelo de Vasconcelos Motta
- Arcivescovo João Resende Costa, S.D.B. (1953)
- Arcivescovo Alberto Taveira Corrêa

La successione apostolica è:
- Vescovo Philip Eduard Roger Dickmans (2008)
- Vescovo Romualdo Matias Kujawski (2008)
- Vescovo Teodoro Mendes Tavares, C.S.Sp. (2011)
- Arcivescovo Irineu Roman, C.S.I. (2014)
- Vescovo Antônio de Assis Ribeiro, S.D.B. (2017)
- Vescovo Paolo Andreolli, S.X. (2023)

## Opere
- Alberto Taveira Corrêa, E Cristo Que Vive Em Mim!, 2000.
- Alberto Taveira Corrêa, Segue-Me, 2002.
- Alberto Taveira Corrêa, Deus nos ama de verdade, 2015.
- Alberto Taveira Corrêa, Um Coracao Para Amar, 2017.